# Даулатпур (город, Куштия)
Даулатпур (бенг. দৌলতপুর, англ. Daulatpur) — город на западе Бангладеш, административный центр одноимённого подокруга. Площадь города равна 15,41 км². По данным переписи 2001 года, в городе проживало 13 989 человек, из которых мужчины составляли 51,59 %, женщины — соответственно 48,41 %. Плотность населения равнялась 908 чел. на 1 км². Уровень грамотности населения составлял 26,8 % (при среднем по Бангладеш показателе 43,1 %). 